# Анадырский проезд

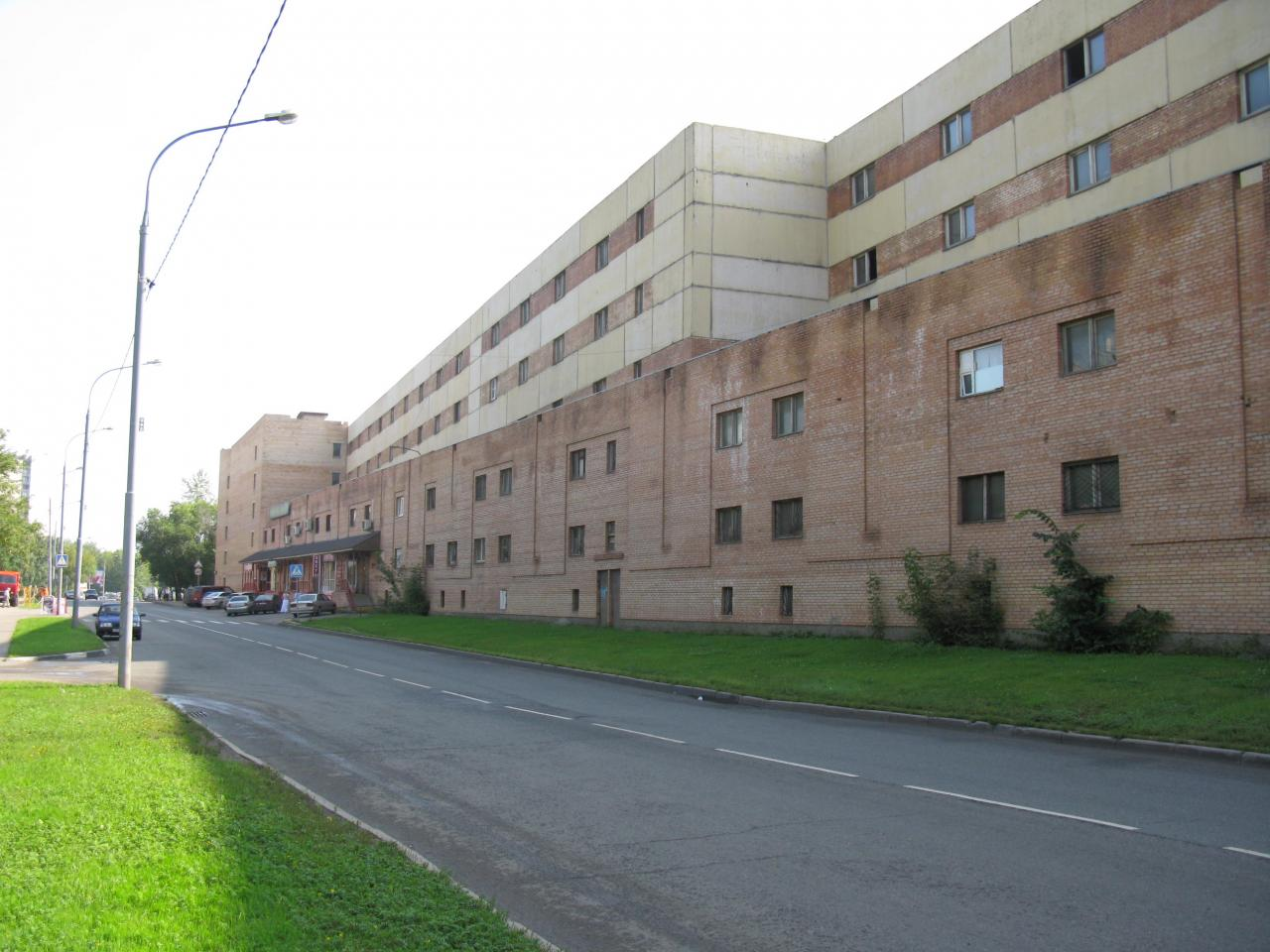
Гаражный комплекс на Анадырском проезде, рядом с платформой Лось.

Ана́дырский прое́зд (до 1964 года — Моско́вский и Тро́ицкий прое́зды) — проезд в Северо-Восточном административном округе города Москвы, располагающийся на территории Бабушкинского и Лосиноостровского районов. Начинается в 350-и метрах от юга площади перед станцией «Лосиноостровская» и пролегает на северо-восток вплоть до Стартовой улицы вдоль железнодорожной линии Ярославского направления Московской железной дороги. Оканчивается проезд неподалёку от платформы «Лось». К нему примыкают улицы: Рудневой, Менжинского, Шушенская, Минусинская , Малыгина и Стартовая, а также пешеходным мостом через железнодорожные пути он связан с улицей Егора Абакумова.

## Происхождение названия
Название получил 29 сентября 1964 года по расположенной на Чукотке реке Анадырь и городу Анадырь путём переименования одноимённых, после включения в пределы Москвы в 1960 году, Московского и Троицкого проездов.

## Перспективы развития
После того как проходившая неподалёку Бескудниковская соединительная ветка была ликвидирована, появились планы по продлению Анадырского проезда на юг вдоль Ярославского направления Московской железной дороги до пересечения с улицей Лётчика Бабушкина. К данному моменту этот участок построен лишь частично. Соединение с улицей Лётчика Бабушкина до сих пор не реализовано и не входит в планы развития уличной системы Москвы. На месте непостроенного соединения находится гаражный комплекс.

## Транспорт
Ближайшие станции метро:
- Бабушкинская.
- Медведково

Наземный транспорт:
- Автобусы:

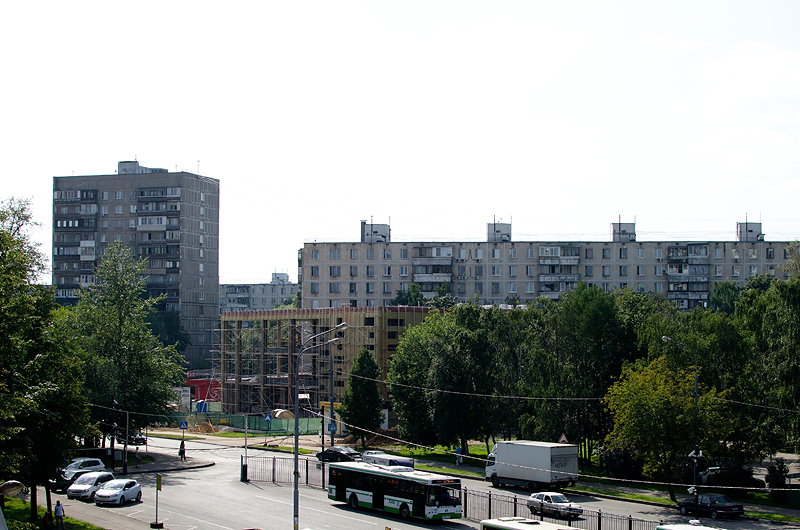
Вид на проезд с платформы Лось.

  - 50 «Платформа Лось —  Медведково — 10-й квартал Медведкова» (от Стартовой улицы до платформы Лось и от платформы Лось до улицы Малыгина).
  - 176 «Платформа Лось —  Свиблово — Проезд Русанова» (от Стартовой улицы до платформы Лось и от платформы Лось до улицы Малыгина),
  - 181 «Платформа Лось —  Бабушкинская — Осташковская улица» (от Стартовой улицы до платформы Лось и от платформы Лось до улицы Малыгина).
  - 183 «Платформа Лось —  Свиблово — Институт пути» (от платформы Лось до ул. Рудневой и от ул. Менжинского до платформы Лось)
  - 185 «Платформа Лось —  Свиблово —  Ботанический сад» (от ул. Малыгина до платформы Лось и от платформы Лось до Стартовой улицы)
  - 346 «Платформа Лось —  Бабушкинская — Раево»
  - 696 «Платформа Лось —  Бабушкинская — Осташковская улица (от улицы Малыгина до платформы Лось и от платформы Лось до Стартовой улицы).
  - 605 «Платформа Лось —  Бабушкинская — Юрловский проезд (от Стартовой улицы до платформы Лось и обратно).
  - м44 «Платформа Лось —  Медведково —  Алтуфьево — Лобненская улица» (от улицы Малыгина до платформы Лось и обратно).
  - м44к «Платформа Лось —  Медведково —  Алтуфьево — 6-й микрорайон Бибирева» (от улицы Малыгина до платформы Лось и обратно).
  - С15 «Платформа Лось —  Бабушкинская —  Медведково — Малыгинский проезд

Ближайшие железнодорожные объекты:
- Станция Лосиноостровская
- Платформа Лось

## Улица в произведениях литературы и искусства
- В районе Анадырского проезда и на станции «Лосиноостровская» снимались сцены кинофильмов «Вокзал для двоих», «Служебный роман», «Место встречи изменить нельзя», а также серия «Ералаша» «Бразильская система».